# Palácio de Placentia

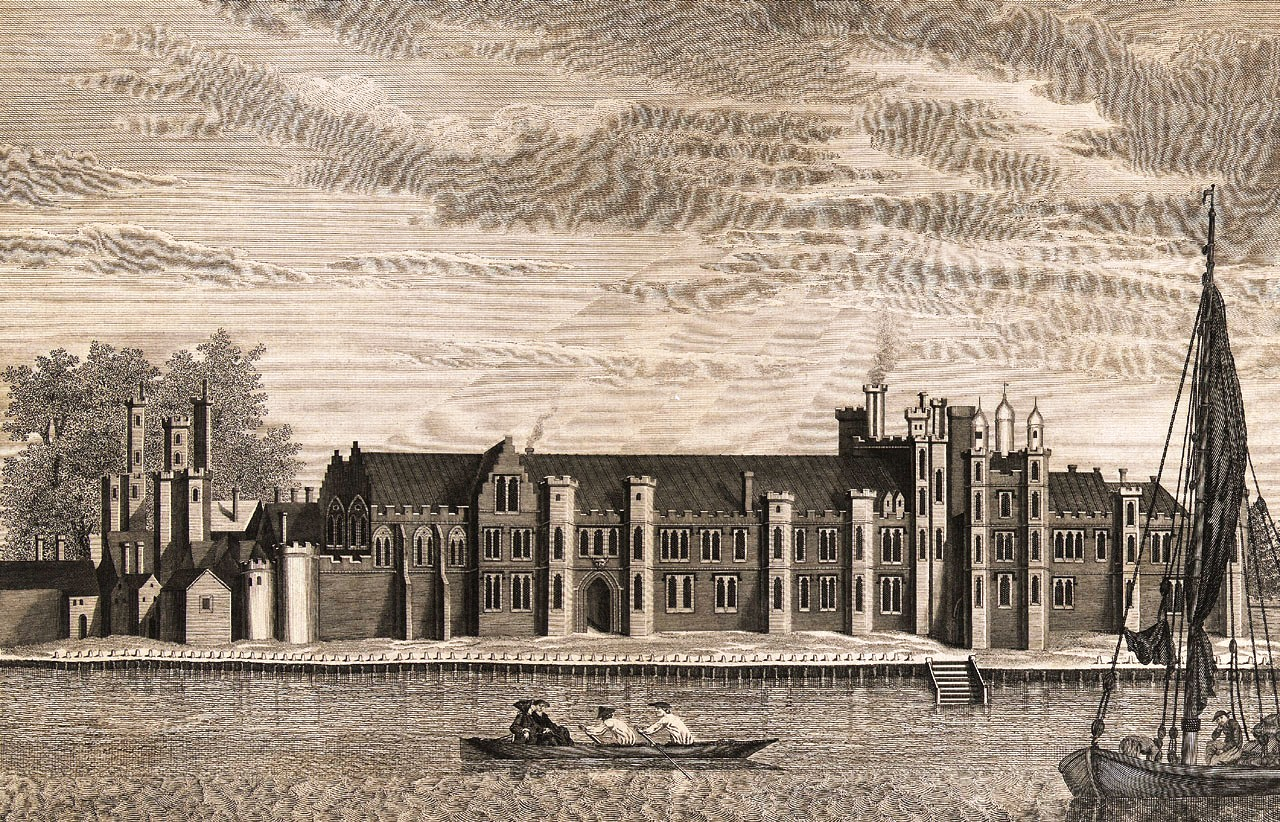
Gravura representando o Palácio de Placentia.

O Palácio de Plasentia (em inglês: Palace of Placentia) foi um Palácio Real da Inglaterra construído por Humphrey, Duque de Gloucester no ano de 1428, em Greenwich, Londres, nas margens do rio Tâmisa. O palácio foi demolido e substituído pelo Hospital de Greenwich (Greenwich Hospital), actual Velho Real Colégio Naval (The Old Royal Naval College) no final do século XVII.

## História
O Duque Humphrey foi Regente durante o reinado de Henrique VI, e construiu o palácio com o nome de "Bella Court". Em 1447, Humphrey caiu em desgraça com a nova Rainha, Margarida de Anjou, e foi preso por alta traição, vindo a morrer na prisão - Shakespeare afirmou que morreu assassinado - e Margarida tomou a posse de "Bella Court", rebaptizando-o de "Palace of Placentia", por vezes escrito como Palace of Pleasaunce.
O Palácio de Plasentia permaneceu como a principal residência Real durante os dois séculos seguintes. Foi o lugar de nascimento do Rei Henrique VIII, em 1491, e teve um forte peso na sua vida. No Palácio de Placentia nasceram duas das suas filhas; Maria Tudor (mais tarde Rainha Maria I), e a futura Rainha Isabel I, em 1533, fruto do seu casamento com Ana Bolena. Foi ainda cenário do seu casamento com Ana de Cleves, em 1540. Um árvore no Parque de Greenwich é conhecida como o carvalho da Rainha Isabel, na qual se afirma que a monarca terá brincado quando era criança.
Tanto Maria como Isabel viveram no Palácio de Placentia por alguns anos durante o século XVI, mas durante os reinados de Jaime I e Carlos I foi erguida a Queen's House a Sul do palácio. O Palácio de Placentia caiu em abandono durante a Guerra Civil Inglesa, servindo por períodos como uma fábrica de biscoitos e como um campo de prisioneiros de guerra. Em 1660, Carlos II decidiu reconstruir o palácio, contratando John Webb como o arquitecto para a nova Casa do Rei. A única secção do palácio a ser concluida foi a ala Este do actual Bloco Rei Carlos, mas esta nunca foi ocupada como residência Real. A maior parte do resto do palácio foi demolida, e o lugar permaneceu vazio até à construção do "Greenwich Hospital", iniciado no final do século XVII.
O complexo do "Greenwich Hospital" tornou-se no Colégio Real Naval de Greenwich (Greenwich Royal Naval College), em 1873, quando o colégio naval se mudou de Portsmouth. Os edifícios são actualmente ocupados pela Universidade de Greenwich ("University of Greenwich") e pelo Colégio Trinity de Música ("Trinity College of Music").
Trabalhos de construção de drenagens identificaram, no final de 2005, vestígios Tudor anteriormente desconhecidos. Uma escavação arqueológica total, terminada em Janeiro de 2006, encontrou a Capela Tudor e a Sacristia com o seu pavimento ladrilhado in situ. A Sacristia sobreviveu à demolição do resto do palácio e foi, mais tarde, convertida na casa do Tesoureiro do Hospital de Greenwich.